# Nova Southeastern University
La Nova Southeastern University est une université privée américaine dans le comté de Broward, en Floride. Elle possède notamment le musée d'Art de Fort Lauderdale.